# Shanqella
Shanqella (Gueês: ሻንቅላ [šānḳillā] às vezes soletrado Shankella, Shangella, Shánkala, Shankalla ou Shangalla) é um exônimo para vários grupos étnicos que hoje residem principalmente na parte ocidental da Etiópia, perto do Sudão do Sul (especialmente na região de Benichangul-Gumaz), mas é sabido que também habitaram áreas mais setentrionais até o final do século XIX. Pejorativo, o termo era tradicionalmente usado pelas populações de línguas afro-asiáticas para se referir às pessoas "negras" em geral, principalmente aquelas de comunidades que falam línguas nilo-saarianas. A etimologia de Shanqella é incerta. É sugerido que a denominação possa resultar de um epíteto amárico que significa "preto". No entanto, é provável que o termo seja, em vez de derivação agau mais antiga, dado o substrato agau na língua amárica.